# Richard Shulmistra
Richard Shulmistra (* 1. April 1971 in Sudbury, Ontario) ist ein ehemaliger kanadischer Eishockeytorwart, der von 1997 bis 2004 für die New Jersey Devils und die Florida Panthers in der National Hockey League und die Eisbären Berlin, sowie die Adler Mannheim in der Deutschen Eishockey Liga spielte.

## Karriere
Als Junior spielte er für die Miami University in Ohio in der NCAA. Zu dieser Zeit wurde er 1992 von den Québec Nordiques beim NHL Supplemental Draft ausgewählt. Während er in die American Hockey League für Québecs Farmteam, die Cornwall Aces spielte, zogen die Nordiques nach Denver um. 
Nachdem er zu keinem Einsatz in der NHL kam, wo man inzwischen Patrick Roy verpflichtet hatte, unterschrieb er als Free Agent bei den New Jersey Devils. Doch auch hier stand mit Martin Brodeur ein nicht zu überwindender Goalie im Tor und auch sein Backup Mike Dunham war für ihn eine Nummer zu groß. Daher brachte er es nur auf ein Spiel für die Devils und spielte die meiste Zeit wieder im Farmteam bei den Albany River Rats. Es folgte ein Abstecher in die International Hockey League zu den Manitoba Moose.
Zur Saison 1999/2000 versuchte er sich erneut in der National Hockey League bei den Florida Panthers, doch auch hier waren fünf Torhüter im Rennen und für ihn blieb erneut nur ein Spiel. Wieder tingelte er durch die Minor-Leagues. Seine Stationen waren in der AHL die Louisville Panthers, in der IHL die Orlando Solar Bears, die Kansas City Blades und die Chicago Wolves sowie die Florida Everblades in der East Coast Hockey League.
Im Sommer 2001 wechselte er nach Deutschland und spielte in der Deutschen Eishockey Liga für die Eisbären Berlin. Nach zwei Jahren mit den Eisbären wechselte er 2003 zu den Adler Mannheim, wo er 2004 seine aktive Karriere beendete.

## Erfolge und Auszeichnungen
- 1993 CCHA Second All-Star Team
- 1998 AHL Second All-Star Team